# 박명규 (국악인)
박명규는 대한민국의 대금 연주가다.

## 방송
- KBS 국악대경연 (2015) - 대상

## 음반
- 박명규 박종기제 대금산조 (2021 국악방송 새음원 시리즈) (2022)

## 수상
- 제 34회 전국난계국악경연대회 고등부 대금부문 1등(2009)

- 제 25회 동아국악콩쿠르 학생부 대금부문 금상(2009)

- 제 6회 세종매경 음악콩쿠르 전통음악분야 일반부 대상(2010)

- 제 27회 동아국악콩쿠르 일반부 대금부문 금상(2011)

- 제 35회 온나라 국악경연대회 대금부문 은상(2015)

- 제 25회 KBS 국악대경연 대상(2015)

- 제 18회 명창 박록주 전국국악대전 기악부문 우수(2018)